# Rollo de fideo de arroz

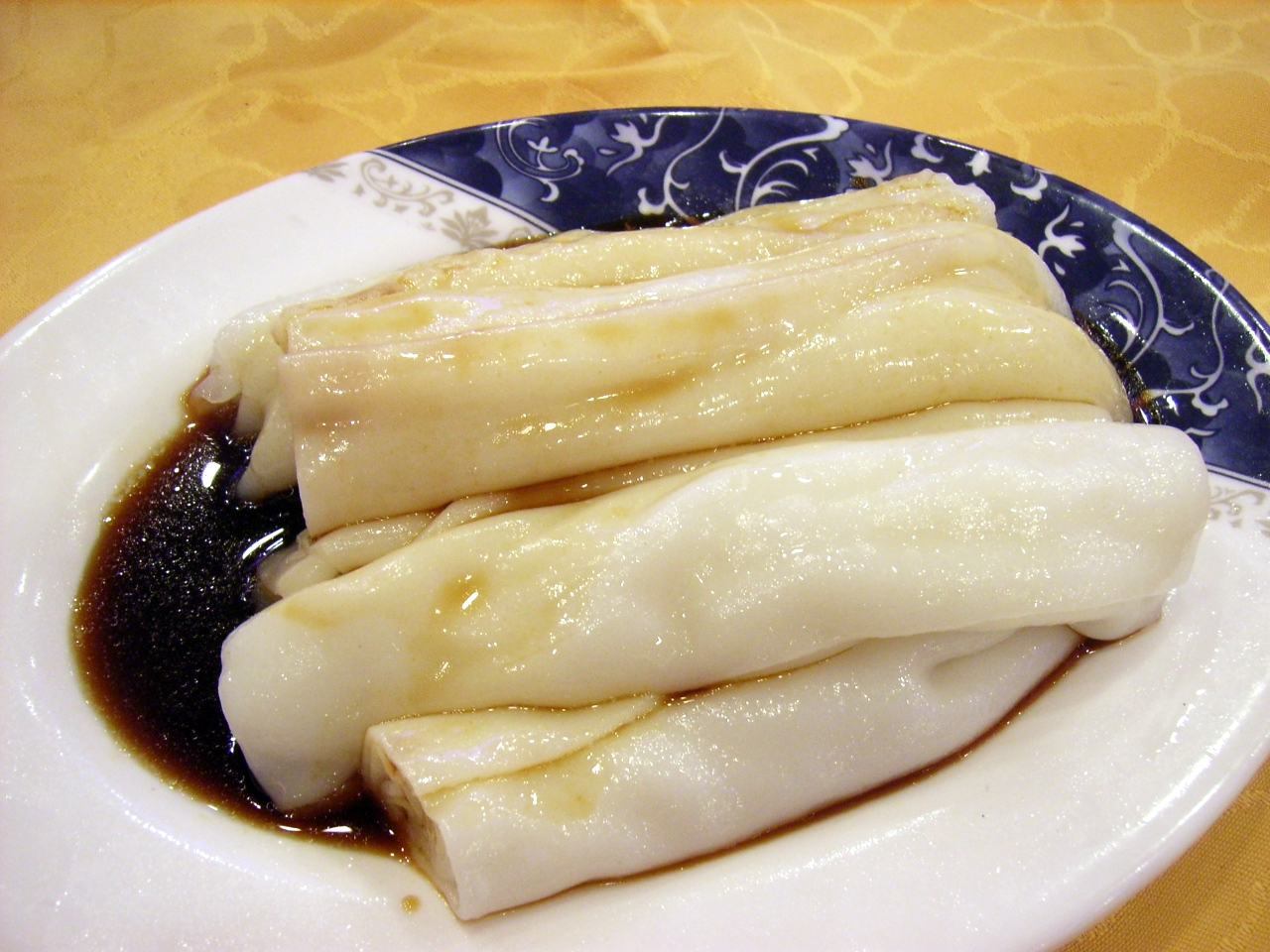
Rollos de fideo de arroz: 豬腸粉 (chino tradicional.

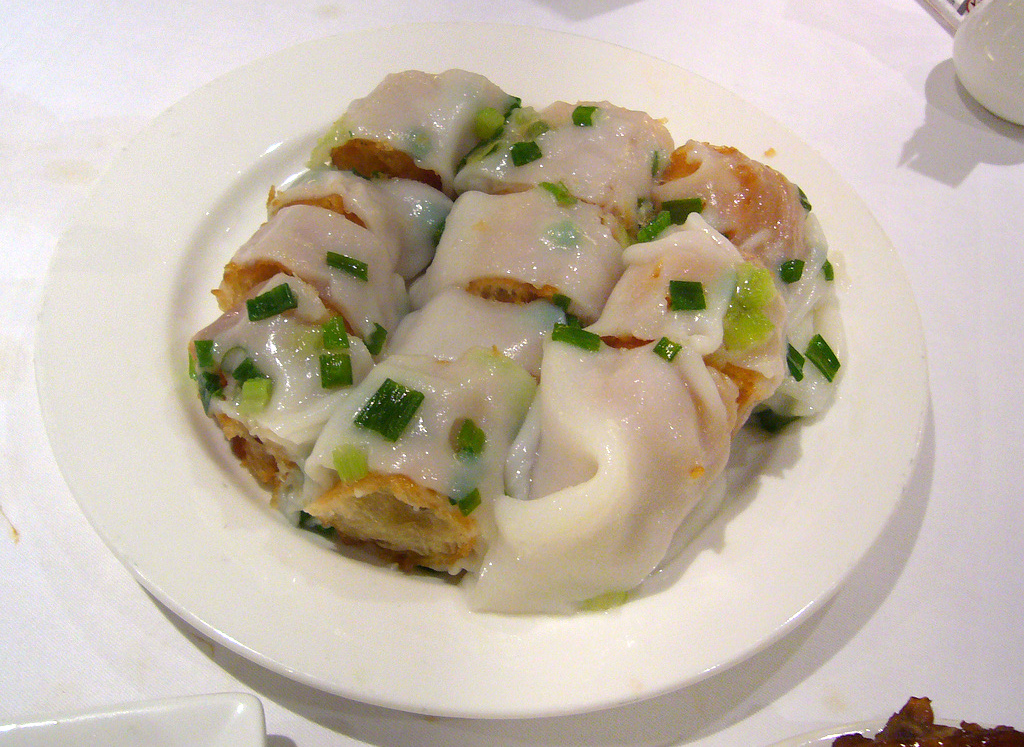
Rollos cortados para ser ingeridos con palillos (Zhaliang).

Los Rollos de fideo de arroz de la cocina cantonesa procedente del sur de China y de Hong Kong, por regla general es servido en la variedad de platos de un dim sum. Se trata de una tira amplia de Shahe fen, relleno de gambas, camarones secos, cerdo, vaca, verduras, u otros ingredientes. Se suele comer con salsa de soja dulce, que es vertida al ser servidos. Existe otro plato muy similar en la cocina vietnamita denominado como bánh cuốn.

## Preparación
Las hojas de masa de arroz se elaboran a partir de una mezcla viscosa de harina de arroz y agua. Este líquido viscoso se vierte sobre una sartén para que se haga al vapor y forme las hojas rectangulares sobre las que se pondrá el contenido, estas hojas se denominan Chee cheong fun y pueden ser servidas con diferentes sabores o salsas. El fideo de arroz en forma de lasagna es conocido también como chee cheong fun donde las palabras chee cheong significan «intestino de cerdo» y fun significa «pasta»; esto es así ya que el rollo elaborado recuerda a los intestinos de un cerdo.

## Regional

### Cocina cantonesa
En la cocina cantonesa los rollos de arroz al vapor se sirven por regla general como parte de un dim sum. Los tipos más comunes dentro del dim sum son:
- Rollos de fideo de arroz con gambas (蝦腸; Cantonés: haa1 coeng4)
- Rollos de fideo de arroz con gambas secas (蝦米腸; Cantonés: haa1 mai5 coeng4)
- Rollos de fideo de arroz con ternera (牛肉腸; Cantonés: ngau4 juk6 coeng4)
- Rollos de fideo de arroz con char siu (叉燒腸; Cantonés: char1 siu1 coeng4)

Otras variedades que pueden ser ofrecidas son:
- Rollos de fideo de arroz con pollo y melón amargo
- Rollos de fideo de arroz con conpoy y brotes de guisante
- Rollos de fideo de arroz con pescado
- Rollos de fideo de arroz con youtiao también conocido como: Zhaliang

### Cocina vietnamita

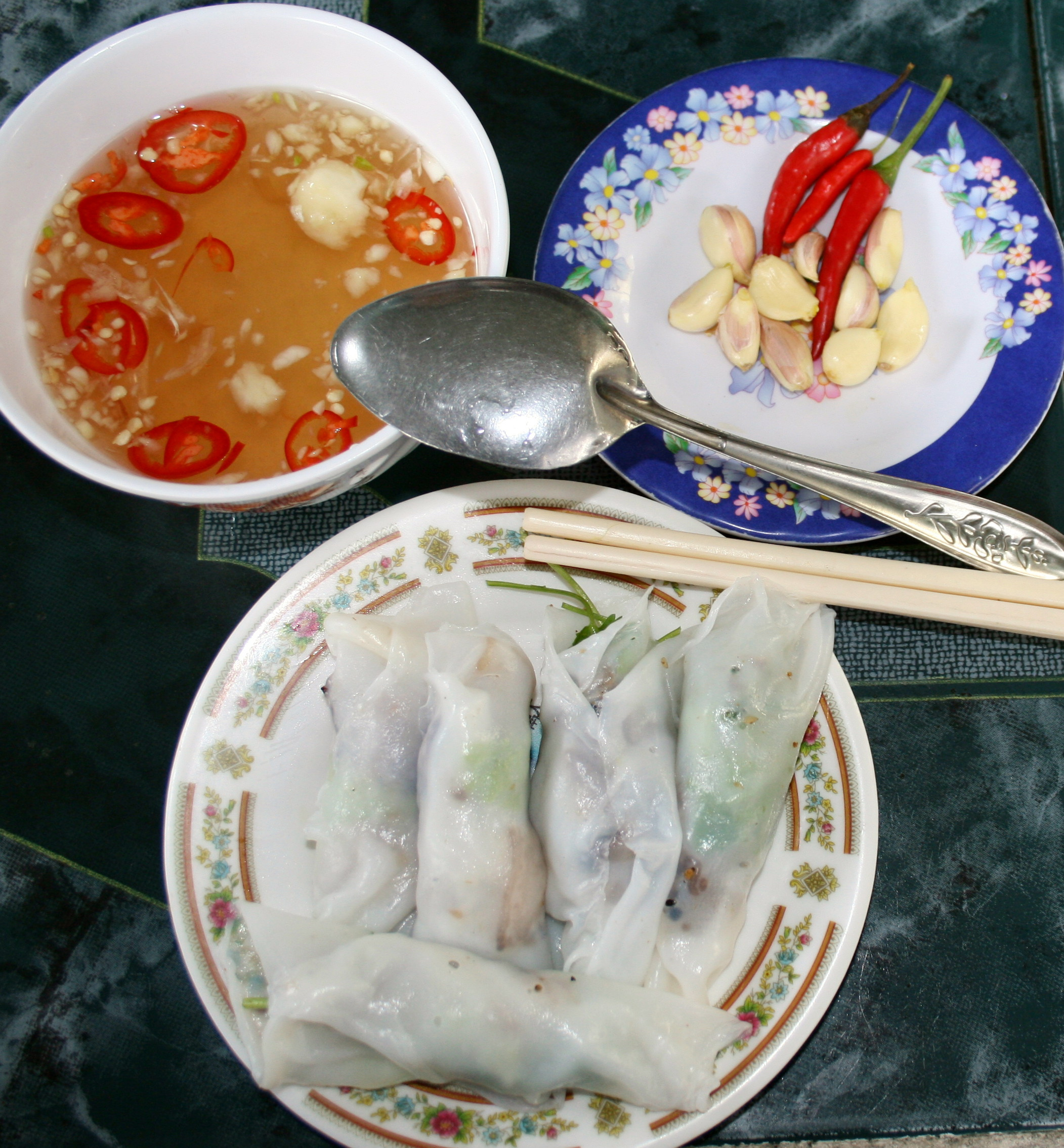
bánh cuốn servidos con algunos condimentos.

En la cocina vietnamita se denomina a una preparación similar bánh cuốn (bahn cuon) y es servida la mayor parte de las veces para el desayuno. Se trata de una especie de rollo elaborado como si fuera una crêpe fino, elaborado con un pasta de arroz ancha (similar al Shahe fen) que puede ser relleno de carne picada de cerdo, así como de otras substancias e ingredientes. Los acompañamientos más típicos de este plato son el chả lụa (salchicha de cerdo vietnamita) y los brotes de soja, la salsa para mojar se denomina nước chấm. A veces se añade al cà cuống una gota de esencia de insecto gigante de agua (Lethocerus indicus) para que el nước chấm tenga un sabor extra flavor. Los ingredientes para su elaboración son muy caros, lo que le convierte en un plato para las grandes celebraciones. 

### Cocina del sudeste de Asia
En la cocina de Singapur, así como en la malaya muchas personas prefieren servirse el chee cheong fun con un tipo de salsa dulce denominada (甜酱, timzheong). Es como una variación de la salsa hoisin. La versión popular del Penang malayo emplea una pasta de gambas denominada hae ko que es igualmente negra y dulce. Otras personas prefieren una salsa picante o mezcla de ambas. El Chee cheong fun es igualmente un desayuno muy popular en Singapur y Malasia. Chee cheong fun se sirve generalmente en kopitiams y en restaurantes chinos.

## Otras variaciones
Existe otro tipo de alimentos similar a chee cheong fun, denominado laicheong (拉腸) en cantonés. Este plato es muy popular en Cantón. En EE. UU. a lo largo de la costa oeste pueden encontrarse restaurantes chinos que elaboran este plato, siendo muy popular en ciudades como San Francisco, California.